# 이베스 바사크
이베스 바사크(Yves Barsacq, 1931년 6월 17일 ~ 2015년 10월 4일)는 프랑스의 배우이다.
파리에서 태어났으며 알벤가에서 사망하였다.

## 영화
- 엄마는 미국에서 버팔로 빌을 만났다 (2013, Ma maman est en Amérique, elle a rencontré Buffalo Bill) - 목소리
- 프린스 앤 프린세스 (1999년)
- 땡땡의 모험 (1990년)
- 시네마 이프 (1988년)
- 질주 (1981년)
- 요엣 (1976년)
- 어느 가이드의 죽음 (1975년)
- 히트! (1973년)
- 크레이지 보이 스페인 소동 (1972년)
- 투 다이 오브 러브 (1970년)
- 삐에르의 25시 (1970년)
- 더 브레인 (1969년)
- 크리스마스 트리 (1969, L'Arbre de Noël)
- 보석 강도단 (1968년)
- 라피니에서 파나마로 (1968년)
- 몬테크리스토의 함정 (1968년)
- 하늘의 기사들 (1967년)
- 플레이타임 (1967년)
- 파리 특급 지령 (1966년)
- 세상의 모든 황금 (1961, Tout l'or du monde)